# 高等中学校令
高等中学校令（こうとうちゅうがっこうれい）は、近代日本の中等教育機関のうち、中学校（旧制）修了後の進学先として高等中学校を規定していた勅令である。1911年（明治44年）に公布されたが、1918年（大正7年）に未施行のまま廃止された。

## 概要
公布日
1911年（明治44年）7月31日（明治44年勅令第217号） - 内閣総理大臣:桂太郎／文部大臣:小松原英太郎
一部改正
1913年（大正2年）3月 「高等中学校令中改正ノ件」 （大正2年勅令第18号）- 内閣総理大臣:山本権兵衛／文部大臣:奥田義人
廃止日
1918年（大正7年）12月6日 「高等学校令」（大正7年勅令第39号）- 内閣総理大臣:原敬／文部大臣:中橋徳五郎

## 公布の経緯
当時の文部大臣、小松原英太郎が高等学校制度を改革し、当時論議されていた修業年限短縮をこれによって解決しようとして高等中学校令の公布を計画した。従来の高等学校が持っていた帝国大学予科教育を行うという性格を取り去り、中学校に関連して高等普通教育を行おうとする方針があった。

## 内容
第1条（目的）
高等中学校は中学校を修了する者に対し、さらに精深な程度で高等普通教育を行うことを目的とする。
第2条（設置者・設置数・定員）
高等中学校は官立（国立）とし、その数は全国を通して20校以内とし、1校あたりの生徒定員は480名以内とする。
第3条（修業年限）
高等中学校の修業年限は2年5ヶ月～2年6ヶ月とする。
第4条（学科）
高等中学校の学科を文科と理科に分ける。
第5条（入学資格）
高等中学校に入学することができる者は、中学校を卒業した者、または16歳以上でこれと同等の学力があると検定を受け合格した者でなければならない。
第6条（科目・入学・退学・懲戒）
高等中学校の学科目およびその程度ならびに入学・退学および懲戒に関する規程は文部大臣が定める。
第7条（教科書）
高等中学校の教科書は文部大臣の検定を経たものを学校長が定める。ただし文部大臣の検定を経ていない教科書を使用する必要がある場合は、文部大臣の認可を受け、一時的にこれを使用することができる。
高等中学校の教科書の検定に関する規程は文部大臣が定める。
第8条
本令によらない学校は高等中学校と称することができない。
附則
第9条
本令は明治46年4月1日から施行する。
第10条
高等学校令は廃止する。
第11条
高等学校は高等中学校と改称する。
前項の高等中学校には当分の間第2条の生徒定員に関する規定を適用する。
第12条
高等学校大学予科は本令施行の際、在学中の生徒のために明治48年8月31日までこれを存置する。
第13条
他の勅令中の高等学校とあるのは今後高等中学校と見なす。

## 一部改正
1913年（大正2年）3月、高等中学校令の施行期日が改められ、「本令施行ノ期日ハ文部大臣之ヲ定ム」として事実上無期延期となり、結局実施には至らなかった。